# Gegenfahrschutz
Unter dem Gegenfahrschutz versteht man Maßnahmen, die verhindern sollen, dass zwei Eisenbahnzüge auf einem Gleis in entgegengesetzter Richtung frontal aufeinander zufahren und es zu einer Kollision (Zusammenstoß) kommt.
Man unterscheidet Gegenfahrschutz in Bahnhöfen und auf freier Strecke.

## Bahnhöfe
In Bahnhöfen erfolgt der Gegenfahrschutz nur über die Fahrstraßenlogik. Durch besondere Fahrstraßenausschlüsse im Stellwerk wird verhindert, dass sich zwei Signale gleichzeitig auf Fahrt stellen lassen, die zwei Zügen die Fahrt in dasselbe Gleis erlauben würden.
Eine vom Stellwerk erkannte Gegenfahrt führt zu einem irregulären Haltfall.

## Freie Strecke
Zur Gewährleistung des Gegenfahrschutzes auf beidseitig befahrenen Streckengleisen, also eingleisigen Strecken und zweigleisigen Strecken mit Gleiswechselbetrieb, vereinbaren die Fahrdienstleiter der beiden Zugmeldestellen, in welcher Richtung der Streckenabschnitt befahren werden darf (sogenannte Erlaubnis). Die Erlaubnis kann nur in einem Bahnhof liegen und wird über Leitungen mit dem anderen Bahnhof abgestimmt. Das Ändern der vereinbarten Fahrtrichtung (Erlaubniswechsel) ist nur möglich, wenn der zuletzt gefahrene Zug das Streckengleis geräumt hat. Bei einigen Blockbauformen kann der Erlaubniswechsel schon ausgelöst werden, wenn der letzte Zug den Bahnhof verlassen hat (»die Erlaubnis wird mitgegeben«), der eigentliche Erlaubniswechsel findet jedoch auch dann erst statt, wenn der Streckenabschnitt geräumt ist.
In Relaisstellwerken und elektronischen Stellwerken, die mehrere nebeneinander liegende Zugmeldestellen steuern, wird die Erlaubnis in der Regel im Stellwerk zentral nachgebildet. Sie wechselt dann automatisch mit Einstellen einer Fahrstraße. Nach Festlegung der Fahrstraße ist ein Erlaubniswechsel jedoch nicht mehr möglich. Aufgrund der Fahrstraßenlogik (Blockfahrstraßen) dient dies nur der Verhinderung des Festfahrens, da sich die Belegung eines Gleisabschnittes durch zwei Fahrstraßen bereits aufgrund eines besonderen Fahrstraßenausschlusses ausschließt. In einigen Stellwerken kommt jedoch auch anstatt einer Erlaubnis ein besonderer Fahrstraßenausschluss zur Anwendung. Hierbei können gegenläufige Fahrstraßen nicht mehr eingestellt werden, sobald ein Zug in den Streckenabschnitt eingelassen wurde. Das teilweise Befahren eines Streckengleises von beiden Seiten bis zu jeweils einem Blocksignal ist somit nicht möglich. Sollen solche Fahrten betrieblich umgesetzt werden, zum Beispiel Stichfahrten zu Haltepunkten auf der freien Strecke, ist die Fahrt als Sperrfahrt durchzuführen. Für regelmäßig verkehrende Züge bleibt nur die Einbeziehung der freien Strecke in einen benachbarten Bahnhof als Bahnhofsteil oder die Einführung eines „weichenlosen Bahnhofs“, das heißt, eines Bahnhofs, der ausnahmsweise keine Weichen besitzt. Dies erfordert jedoch die Einrichtung von Fahrstraßenlogik und Anpassungen des Streckenblocks. Bahnhöfe ohne Weichen werden bei der Deutschen Bahn im Verzeichnis der Langsamfahrstellen bekannt gegeben.
Auf zweigleisigen Strecken mit eingerichtetem Gleiswechselbetrieb ist es möglich, für den Erlaubniswechsel eine Vorzugslage einzurichten (»Erlaubniswechsel Form V«). Sie befindet sich dann im Regelfall auf der Stelle, wo die Fahrten in das Regelgleis beginnen. Für jede Fahrt entgegen der gewöhnlichen Fahrtrichtung muss sie einzeln abgegeben werden und kehrt mit jeder dieser Fahrten selbsttätig zurück. 
In manchen älteren Systemen, die in Deutschland nicht mehr angewendet werden, wird der Gegenfahrschutz durch eine Einzelerlaubnis hergestellt. Hierbei muss die annehmende Zugmeldestelle für jede Zugfahrt einzeln die Erlaubnis abgeben. Bei diesem Verfahren ist die Aufteilung der eingleisigen Strecke in mehrere Blockabschnitte sehr aufwändig.
Die älteste Form des Gegenfahrschutzes sind Tokensysteme, bei denen dem letzten Zug einer Fahrtrichtung ein Token mitgegeben wird, das für die Freigabe auf der ablassenden Betriebsstelle vorhanden sein muss. Der davon abgeleitete Radio Electronic Token Block wird in Großbritannien noch heute vereinzelt verwendet.

## Restrisiko
Es besteht die Gefahr von menschlichen Fehlern, wenn die technischen Einrichtungen gestört sind und daher Hilfshandlungen vorgenommen werden.
Diese führten zu schweren Unfällen, wie zum Beispiel beim Eisenbahnunfall von Radevormwald und dem Eisenbahnunfall von Bad Aibling.